# Кассетный боеприпас
Кассетный боеприпас — разновидность боеприпасов типа «воздух-земля» или «земля-земля».
При разрыве, кассетный боевой припас высвобождает или выбрасывает суббоеприпасы — боевые припасы меньшего размера. Обычно применяется для уничтожения личного состава и транспортных средств, а также для разрушения взлетно-посадочных полос и линий электропередач, распыления химического или биологического оружия.
Использование кассетных бомб представляет опасность для гражданского населения как во время применения, так и впоследствии из-за несрабатывания части суббоеприпасов, которые становятся в результате своего рода минами. Эти неразорвавшиеся бомбы могут убивать или калечить гражданских лиц ещё долгое время после окончания военных действий, и их обнаружение и удаление требуют больших затрат.
Кассетные боеприпасы запрещены Конвенцией по кассетным боеприпасам, заключённой в мае 2008 года. По состоянию на 10 февраля 2022 года к Конвенции присоединились в общей сложности 123 государства в качестве 110 государств-участников и ещё 13 в качестве подписавших сторон.

## История
Первой кассетной бомбой была немецкая SD-2 или Sprengbombe Dickwandig 2, известная как «бомба-бабочка» (на илл.). Использовалась во время Второй мировой войны.
С 1970-х по 1990-е годы кассетные бомбы разных типов производились в 34 странах, на 2010 года произведено около 210 различных типов кассетных боеприпасов: гранаты, реактивные снаряды, бомбы, ракеты и кассетные установки. Около 87 стран имели запасы кассетных боеприпасов по состоянию на 2010 год или имели их в прошлом, при этом 16 стран применяли во время вооруженного конфликта
По состоянию на 2022 год 16 стран мира производят кассетные боеприпасы или планируют делать это в будущем, при этом Китай и Россия работают над созданием новых типов кассетных боеприпасов, так, Россия использовала два новых типа кассетных боеприпасов в ходе вторжения на Украину в 2022 году.

## Классификация
Бомбовые кассеты могут быть управляемыми и неуправляемыми, сбрасываемыми и несбрасываемыми, используют такие боеприпасы с самолётов, артиллерии, РСЗО, ОТРК.
В сбрасываемой бомбовой кассете они разбрасываются вышибным или разрывным зарядом, воспламеняемым (детонируемым) дистанционным взрывателем на определённой высоте над целью, в несбрасываемой бомбовой кассете — отстреливаются пиропатроном, рассеивая при этом от десятков до сотен суббоеприпасов, например, в кассетной авиабомбе РБК-500 находятся 60 шариковых бомб «ШОАБ-0,5» из взрывчатого вещества массой 0,55 кг и осколочных элементов для поражения живой силы.
Кассеты, снаряжаемые боевыми элементами различного назначения, носят название многоцелевых.
Oдна бомбовая кассета может использоваться для уничтожения нескольких целей в пределах своего радиуса поражения.

## Эффективность
Кассетные боеприпасы для гаубиц и реактивных систем залпового огня значительно повышают эффективность артиллерийского огня и эффективны против окопавшегося противника, также для уничтожения минных полей. Так, по данным армии США, во время войны во Вьетнаме на каждого убитого в бою солдата приходилось около 13,6 обычных фугасных снаряда, в то же время как для кассетных снарядов — 1,7. Также отмечается особо высокая эффективность кассетных боеприпасов при ударах по открытой местности.

## Критика
Из-за несовершенства взрывателей бомбовых кассет такие боеприпасы имеют высокую частоту отказов, при этом суббоеприпасы фактически превращаются в противопехотные мины, разбросанные в зоне конфликта. По данным производителей, статистика отказов находится в пределах 2—5 %, однако специалисты по разминированию сообщают о частоте отказов в пределах 10—30 %. Для упрощения сбора неразорвавшихся суббоеприпасов сапёрами американские производители покрывали их (в частности, кассеты BLU-3 Pineapple) яркой разноцветной краской. Однако эта мера имела и негативный эффект — яркие суббоеприпасы привлекают внимание детей, которые, пытаясь их подобрать, гибли или получали увечья. Несмотря на существенное совершенствование механизмов взрывателей и самоликвидаторов, которые практически свели на нет «минирование» территорий неразорвавшимися суббоеприпасами, многие правозащитные организации всё равно считают бомбовые кассеты «негуманным» оружием и добиваются их запрета. Кроме того, многие боеприпасы не имеют самоликвидаторов и могут представлять опасность в течение десятилетий после использования. Так, МКК утверждает, что неразорвавшиеся суббоеприпасы привели к жертвам более 10 000 гражданских лиц в Лаосе. В 2021 году в мире было зарегистрировано 149 жертв от применения кассетных боеприпасов, все они вызваны неразорвавшимися суббоеприпасами, из них 66 % — дети. По состоянию на 2022 год 29 стран мира остаются загрязненными остатками кассетных боеприпасов.

## Международное право
В 2010 году вступила в действие Конвенция по кассетным боеприпасам, запрещающая применение, передачу и накопление кассетных боеприпасов. По состоянию на 2013 год конвенцию подписали 113 государств и 84 ратифицировали. С момента принятия конвенции государства — участники договора уничтожили 99 % заявленных ими запасов кассетных боеприпасов, почти 1,5 млн кассетных боеприпасов и 178 млн суббоеприпасов.
Однако крупнейшие производители кассетных боеприпасов и обладатели крупнейших арсеналов — США, Россия, Китай — это соглашение не подписали. Также от подписания отказались Индия, Бразилия, Южная Корея, Пакистан, Израиль, считающие кассетные боеприпасы эффективным оружием. При этом в 2010 году США обновили некоторые виды кассетных боеприпасов (в отличие от кассетных бомб, каждый элемент новой боеголовки не взрывается и использует для поражения только кинетическую энергию). По состоянию на 2022 год 74 страны мира не подписали конвенцию.
В то же время на кассетные бомбы распространяются общие ограничения, налагаемые на оружие неизбирательного действия, — в частности, запрет на их использование в густонаселённых районах. Это норма обычного права, обязательная для всех государств, независимо от их участия в Конвенции по кассетным боеприпасам.

## Применение
С 1945 года по меньшей мере 23 правительства применяли кассетные боеприпасы в 41 стране мира. С момента вступления конвенции в силу, с августа 2010 года, кассетные боеприпасы были применены в восьми странах: Азербайджан в 2020 году, Камбоджа в 2011 году, Ливия в 2011, 2015 и 2019 годах, Южный Судан в 2014 году, Судан в 2012—2015 годах; Сирия в 2012—2021 годах, Украина в 2014—2015 и 2022 годах; Йемен в 2015—2017 годах.
США использовали кассетные боеприпасы в Юго-Восточной Азии в 1960-х и 1970-х годах, Афганистане, Ираке, а также силами коалиции во время операции «Буря в пустыне» и в Югославии.
Советский Союз использовал кассетные боеприпасы в Афганистане (РБК-250-2У5, вмещавшие 150 осколочных боеприпасов, РБК-500), Россия — во время Чеченских войн, в частности, во время бомбардировки Шали (ещё один неразорвавшийся кассетный снаряд был обнаружен в 2010 году на строительстве дороги Ачхой-Мартан—Самашки; всего в первой чеченской войне ВВС России использовали 1635 бомбовых кассет), в Грузии, а также в ходе вторжения России на Украину для бомбардировки населённых пунктов. Министерство обороны Россия отрицало применение кассетных бомб в Сирии, при этом на опубликованном им видео 3 октября 2015 года показан взлёт с авиабазы Хмейм бомбардировщика Су-34 с подвешенными кассетными бомбами РБК-500. Великобритания использовала их в Фолклендской войне, боснийские сербы — в Хорватии, Израиль — во второй ливанской войне, Азербайджан и Армения — во второй карабахской войне. Также зафиксировано использование российских и советских кассетных боеприпасов в Сирии, а также в Ливии.
Кассетные боеприпасы использовались Россией и Украиной в ходе войны в Донбассе. По данным Human Rights Watch, Украина использовала не менее 5 кассетных боеприпасов во время удара по государственным учреждениям Донецка, которые использовались сепаратистами, в октябре 2014 года.
В 2022 году кассетными боеприпасами были ранены или убиты 1172 человека, это наивысший показатель с 2010 года, с начала публикации ежегодных отчетов Международной кампания по запрету противопехотных мин и кассетных боеприпасов. Такой высокий показатель жертв эксперты связывают с широким применением кассетных боеприпасов российскими войсками в ходе вторжения на Украину, где от них пострадали 890 человек. Также, в 2022 году случаи ранений или гибели людей зафиксированы в Азербайджане, Ираке, Йемене, Лаосе, Ливане, Мьянме и Сирии, при этом 95 % всех случаев приходится на гражданское население
Российская армия использовала широкий спектр кассетных боеприпасов в ходе вторжения России на Украину. По состоянию на август 2022 года российская сторона использовала кассетные боеприпасы сотни раз, как минимум в 10 из 24 регионов Украины, при этом от них пострадало как минимум 689 мирных жителей за первое полугодие 2022 года. Так, зафиксировано использование Россией кассетных боеприпасов при обстрелах жилых кварталов и поликлиники Харькова, в результате чего погибли сотни гражданских лиц. Также российская армия применяла кассетные боеприпасы при обстреле больницы в Угледаре, больницы в Чернигове, обстрелах Николаева и других населённых пунктов. Также зафиксировано неоднократное использование Россией ракет 9М79К комплекса Точка-У с кассетной боевой частью 9Н123К, так, 8 апреля 2022 года российская армия нанесла удар по железнодорожной станции в Краматорске ракетой комплекса «Точка-У», оснащённой кассетными боеприпасами, погибло по меньшей мере 58 гражданских лиц и ранения получили более 100 человек.
Amnesty International и другие аналитики утверждают, что собраны доказательства неоднократного применения запрещенных международным правом кассетных боеприпасов 9N210/9N235 и тактических ракет с кассетными боеголовками, заряженными минами замедленного действия. Данные были подтвержденные расследованиями BBC, CNN, The Guardian, Bellingcat и рядом других СМИ, а также военными экспертами и аналитиками. Кроме того, ООН, Human Rights Watch и другие правозащитные организации в своем расследовании отмечали применения кассетных боеприпасов российскими войсками в ходе нападения на Украину.
Украина ограниченно использовала кассетные боеприпасы, отмечается два случая использования таких боеприпасов, так, Украина использовала кассетный боеприпас для удара по импровизированному штабу российской армии в ходе освобождения села Гусаровка, которое было оккупировано российскими войсками в ходе нападения на Украину. Также в ходе украинского контрнаступления использовались артиллеристские кассетные боеприпасы для прорыва основной линии российской обороны, для поражения российских окопов.

## Галерея
- Поражающая часть бомбовой кассеты BLU-3 Pineapple, применявшаяся американцами во время Вьетнамской войны
- РБК-250 ЗАБ2,5М в разрезе
- Кумулятивно-осколочный суббоеприпас ПТАБ-2,5КО[пол.]
- Кассетная неразорвавшаяся боевая часть РС 9М27К от РСЗО 9К57  в Харьковской области
- Отработанная кассета кассетной боевой части РС 9М27К
- Суббоеприпасы кассетной боевой части РС 9М27К в Харьковской области, 2022 год
- Остатки боевой части ракеты Точка-У 9Н123К и кассетные боевые элементы 9Н24, Черниговская область, 2022 год
- Кассетный снаряд M864. Внешний вид и устройство
- Кассетный снаряд M741 системы постановки противотанковых мин RAAMS. Внешний вид и устройство